# The Lady from L.U.S.T.
The Lady from L.U.S.T. war eine Romanreihe aus dem Genre der Sexpionage-Erotik-Literatur.
Autor war Gardner Fox unter dem Pseudonym Rod Gray.
Der Titel der Serie lehnt sich an den der Fernsehserie The Man from U.N.C.L.E. an, wobei L.U.S.T. hier für League of Undercover Spies and Terrorist stehen soll. Dieses Muster wurde von ähnlich orientierten Softporno-Reihen mehrfach verwendet, zum Beispiel in der von Ted Mark (d. i. Theodore Mark Gottfried) verfassten Reihe The Man from O.R.G.Y.
Die Protagonistin Eve Drum ist eine Agentin von L.U.S.T. Sie kämpft in verschiedenen Abenteuern gegen Vertreter der Verbrecher-Organisation H.A.T.E. (Humanitarian Alliance of Total Espionage) und gibt im Dienst des Vaterlands alles und sehr oft auch sich selbst hin. 
Von 1968 bis 1975 erschienen in der Reihe 25 Titel:
- 1 The Lady From L.U.S.T. (1967, auch als Lust Be a Lady Tonight)
  - Deutsch: Spielwiese der Lust. Decker (Sexer #20), 1971.
- 2 Lay Me Odds (1967)
- 3 The 69 Pleasures (1967)
  - Deutsch: 69 Liebesfreuden. Decker (Sexer #5), 1970.
- 4 Five Beds to Mecca (1968)
  - Deutsch: 5 Betten bis Mekka. Decker (Sexer #14), 1971.
- 5 The Hot Mahatma (1968)
- 6 To Russia with L.U.S.T. (1968)
- 7 Kiss My Assassin (1968)
  - Deutsch: Tödliche Wollust. Decker (Sexer #1), 1970.
- 8 South of the Bordello (1968)
  - Deutsch: Südlich Bordello. Decker (Sexer #9), 1970.
- 9 The Poisoned Pussy (1968, auch als Sock It To Me)
  - Deutsch: Gefährliche Umarmungen. Decker (Sexer #23), 1971.
- 10 The Big Snatch (1970)
  - Deutsch: Nackt und wild. Decker (Sexer #4), 1970.
- 11 Lady In Heat (1970)
  - Deutsch: Die heisse Lady. Decker (Sexer #11), 1970.
- 12 Laid in the Future (1970)
- 13 Blow My Mind (1971)
  - Deutsch: Die Sexspionin. Decker (Sexer #7), 1970.
- 14 The Copulation Explosion (1970)
  - Deutsch: Die Finger-Lady. Decker (Sexer #26), 1971.
- 15 Easy Ride (1971)
- 16 The Lady Takes It All Off (1971)
- 17 Turned On to Lust (1971)
- 18 Skin Game Dame (1972)
- 1001 Go For Broke (1975)
- 1002 Have a Snort! (1975)
- 1003 Target for Tonight (1975)
- 1004 The Maracaibo Affair (1975)
- 1005 Voodoo Kill (1975)
- 1006 The Lady Killer (1975)
- 1007 Kill Her With Love (1975)

Die Bände 1 bis 13 erschienen zunächst im Tower-Verlag, dann erschienen die Bände 14 bis 16 und die Bände 1 bis 4 in Neuauflage bei Belmont, die Bände 17 bis 18 dann bei Belmont-Tower und schließlich die ganze Serie ein Jahr später bei Belmont-Tower mit geänderter Reihenfolge.
Nach Band 18 wurde eine neue Zählung gestartet, wobei nicht sicher ist, dass Gardner Fox auch Autor dieser letzten sieben Bände ist.
Zehn Bände der Reihe erschienen 1970/1971 in der Sexer-Taschenbüchern des Decker-Verlags in deutscher Übersetzung.